# チャールズ・モリニュー (初代セフトン伯爵)
初代セフトン伯爵チャールズ・ウィリアム・モリニュー（英語: Charles William Molyneux, 1st Earl of Sefton、1748年10月11日 – 1795年1月31日）は、グレートブリテン王国の政治家、アイルランド貴族。ホイッグ党に所属し、1771年から1774年まで庶民院議員を務めた。

## 生涯
トマス・ジョセフ・モリニュー閣下（Hon. Thomas Joseph Molyneux、1756年12月3日没、第4代モリニュー子爵ウィリアム・モリニューの息子）と妻マリア（Maria、ジェームズ・レヴァリー（James Leverly）の娘）の息子として、1748年10月11日に生まれた。フランス王国のサントメールで教育を受け、1759年3月30日に伯父ウィリアムが死去するとモリニュー子爵位を継承した。
カトリックとして育てられたが、のちにイングランド国教会に改宗、1769年3月5日にセント・マーティン・イン・ザ・フィールズで聖餐を受けた。同年より政治にかかわるようになり、第3代準男爵サー・ウィリアム・メレディスによれば首相グラフトン公爵を支持した。1770年5月には首相ノース卿がモリニュー子爵の昇叙を国王ジョージ3世に推薦した。
1771年7月のランカシャー選挙区での補欠選挙に立候補して、無投票で当選した。ランカシャーではスタンリー家（ダービー伯爵家）が1議席を掌握していたが、この補欠選挙ではスタンリー家に立候補できる人物がおらず、代わりにモリニュー子爵が当選した。同年11月30日、アイルランド貴族であるセフトン伯爵に叙された。
議会ではジョン・ウィルクスの名誉回復をめぐる採決、グレンヴィル法を恒久法として制定する議案で政府を支持したが、演説の記録はなかった。1774年イギリス総選挙には出馬せず、代わりにダービー伯爵の推定相続人スタンリー卿が出馬して当選した。1784年イギリス総選挙で再びランカシャーでの出馬に意欲を示したが、最終的には撤退した。
1795年1月31日にバークリー・スクエアのヒル・ストリートで死去、息子ウィリアム・フィリップが爵位を継承した。

## 家族と私生活

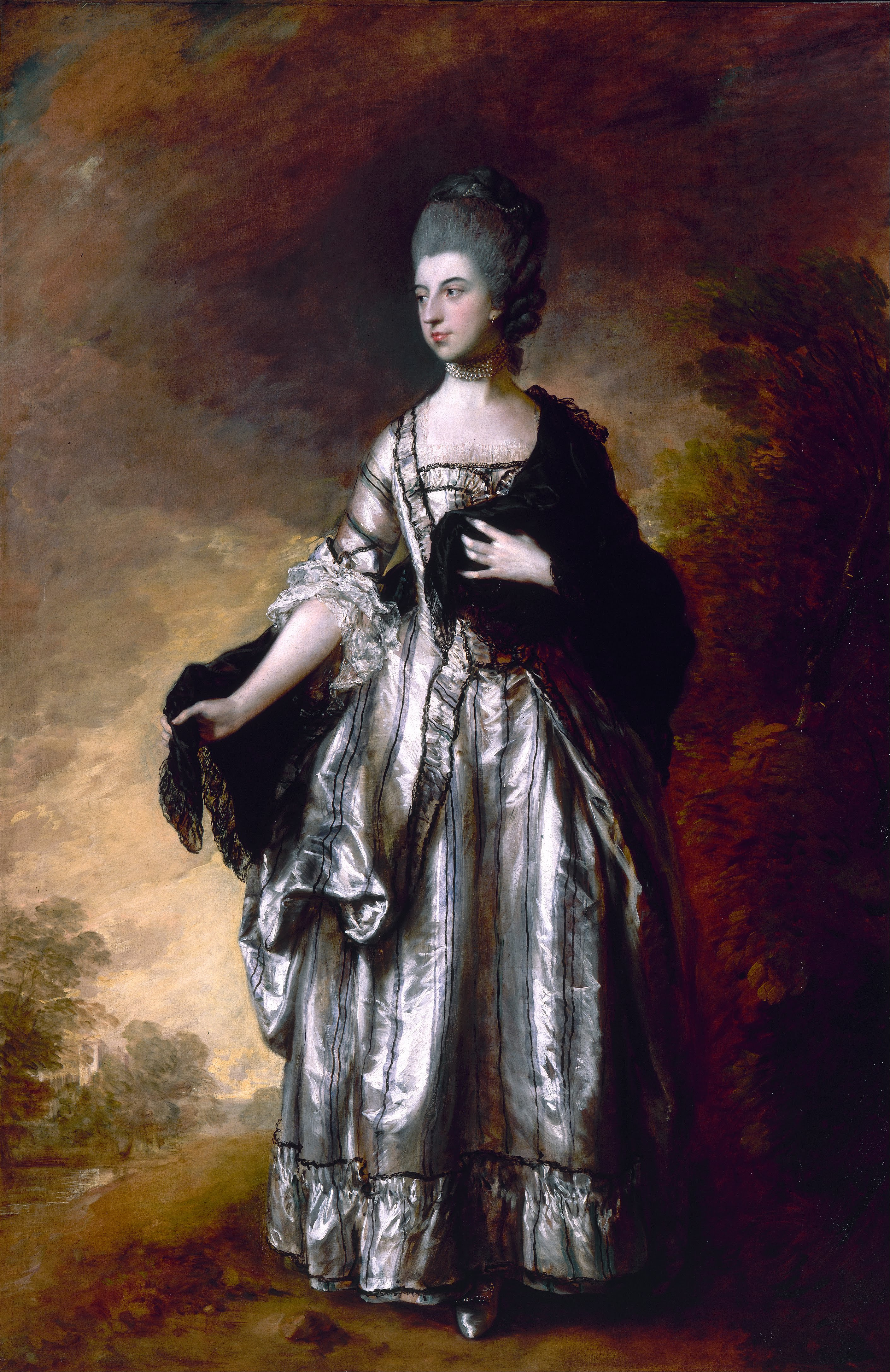
モリニュー子爵夫人イザベラ。トマス・ゲインズバラ画、1769年。

1768年12月3日、イザベラ・スタンホープ（1748年4月15日 – 1819年1月29日、第2代ハリントン伯爵ウィリアム・スタンホープの娘）と結婚、1男をもうけた。
- ウィリアム・フィリップ（英語版）（1772年9月18日 – 1838年11月20日） - 第2代セフトン伯爵[1]

トゥイッケナムに邸宅を有し、同じくトゥイッケナムに別荘があったホレス・ウォルポールが度々訪れていた。